# Slike z razstave
Slike z razstave – spomin na Viktorja Hartmanna (rusko Картинки с выставки – Воспоминание о Викторе Гартмане, Kartínki s výstavki – Vospominániye o Víktore Gártmane) je slavna klavirska suita Modesta Mussorgskega, sestavljena iz desetih klavirskih stavkov, skomponirana leta 1874. V splošnem je obravnavana kot najboljše pianistično delo tega skladatelja, pozneje pa so ga različni skladatelji tudi prirejali in orkestrirali na različne načine.

## Stavki
Deset stavkov, ki tvorijo suito, odgovarja desetim Hartmannovim slikam. Pet »Promenad«, ki predstavljajo uvod in štiri povezave med posameznimi stavki, ni vštetih med zbirko desetih Hartmannovih slik. Z njimi Musorgski opisuje sprehajanje od slike do slike med množico obiskovalcev. Promenade št. 2, 3 in 4 v skladateljevem rokopisu niso naslovljene. 
Št. 1 - Gnom (spaček), es mol, 3/4 takt. Slika prikazuje šepavega palčka, ki se groteskno ziblje.
[Brez naslova], As dur, (Promenada).
Št. 2 - Il vecchio castello (Stari grad), gis mol, 6/8 takt. Slika prikazuje romantično pokrajino s trubadurjem, ki igra pred grajskim obzidjem.
[Brez naslova], H dur, (tema Promenade). Zelo kratka - 8 taktov.
Št. 3 - Tuileries (Dispute d'enfants après jeux), H dur, 4/4 takt. Predvideva se, da slika prikazuje Jardin des Tuileries, park v bližini Louvra v Parizu. Z glasbeno govorico je Musorgski v parku naslikal otroke med igro.

Št. 4 - Bydło (govedo), gis mol, 2/4 takt. Slika prikazuje poljski voz z volovsko vprego in velikimi, nerodnimi kolesi.
[Brez naslova], d mol (Promenada).
Št. 5 - Балет невылупившихся птенцов [Balet nevylupivshikhsya ptentsov] (Ples piščancev), F dur, 2/4 takt. Skladba se naslanja na Hartmanove skice kostumov za balet Trilbi. Piščanci so kanarčki. Ta stavek je napisan v pesemski obliki (ABA):
1. Scherzino
2. Trio
3. Scherzino (ponovitev prve teme)
4. Koda

Št. 6 - Samuel Goldenberg und Schmuÿle, b mol, 4/4 takt. Vladimir Stasov je dodal opis »Два еврея: богатый и бедный« (Dva žida: bogati in revni). Skladba se naslanja na dve različni risbi (svinčnik). Uporaba intervalov zvečanih sekund približuje judovskim glasbenim lestvicam. Pojavljata se piskajoč glas revnega žida in bahavo govoričenje bogataša. 
Promenada, B dur. Many arrangements including Ravel’s omit it. 
Št. 7 - Limoges, le marché" (La grande nouvelle) (Trg v Limogesu (Velika novica), Es dur, 4/4 takt. Limoges je mesto v osrednji Franciji; v glasbenem smislu slika prikazuje vrvež pogovarjajočih se trgovcev.
Št. 8 - Catacombae (Sepulcrum romanum) (Katakombe). Na tej sliki Hartmann naslika samega sebe v pariških podzemnih grobovih. Slika je sestavljena iz dveh glasbenih delov:
1. Largo h mol, 3/4 takt.
2. Andante - h mol, 6/4 takt.

V skldateljevem rokopisu je drugi del pospremljen z opombo: »Z mrtvimi govorimo v jeziku mrtvih« in »Ustvarjalni duh pokojnega Hartmanna me vodi proti lobanjam, jih pokliče in lobanje rahlo zažarijo«. Ta del skladbe (Katakomb) je zato pogosto poimenovan Cum mortuis in lingua mortua, pogosto nepravilno z Con mortuis. 
št. 9 - "Избушка на курьих ножках" (Баба-Яга) [Izbushka na kur'ikh nozhkakh (Baba-Yaga)] (Koča na kurjih nogah), c mol, 2/4 takt. Slika in posledično, skladba, prikazuje prizor iz ruske legende o Jagi babi. Stavek je napisan v ternarni obliki (ABA):
1. Allegro
2. Andante
3. Allegro (podobno začetnemu Allegru)
4. Koda

Št. 10 "Богатырские ворота" (В стольном городе во Киеве) [Bogatyrskie vorota (v stol'nom gorode vo Kieve)] (Velika kijevska vrata), Es dur, 4/4 takt. Ta del skladbe je osnovan po arhitekturni skici monumentalnih vrat v starem ruskem slogu. Hartmannov načrt je bil nagrajen na natečaju, ki je bil prirejen ob obletnici pobega atentatu (4. april 1866) ruskega carja Aleksandra II.. 
Stavek je skomponiran v obliki ABABCA:
1. Veličastno
2. Slovesno(piano)
3. Veličastno (s padajočimi in naraščajočimi 8-tonskimi lestvicami)
4. Solemn (fortissimo)
5. Zvonovi (s končno, svečano variacijo teme Promenade)
6. Veličastno (polovinske triole)
7. Koda